# Megastraea
Megastraea is een geslacht van weekdieren uit de klasse van de Gastropoda (slakken).

## Soorten
- Megastraea turbanica (Dall, 1910)
- Megastraea undosa (W. Wood, 1828)